# Basisanschluss
Der Basisanschluss ist der Standardanschluss an das digitale ISDN-Telekommunikationsnetz. Übliche Abkürzungen für den Basisanschluss sind: BA, BAs und BRI (engl. basic rate interface). Er wird hauptsächlich von Privatkunden oder kleineren Betrieben genutzt. Größere Unternehmen mit hohem gleichzeitigem Telefonaufkommen nutzen stattdessen in der Regel den Primärmultiplexanschluss.

## Verbreitung
Im Jahr der stärksten Verbreitung (2007) gab es in Deutschland 12,86 Millionen Basisanschlüsse. Im Jahr 2019, dem letzten in dem Basisanschlüsse statistisch separat erfasst wurden, waren es noch 530.000.
| Jahr | Basisanschlüsse in Deutschland (in Mio.) |
| ---- | ---------------------------------------- |
| 2001 | 9,00                                     |
| 2002 | 10,43                                    |
| 2003 | 11,43                                    |
| 2004 | 11,97                                    |
| 2005 | 12,34                                    |
| 2006 | 12,69                                    |
| 2007 | 12,86                                    |
| 2008 | 12,46                                    |
| 2009 | 12,15                                    |
| 2010 | 11,63                                    |
| 2011 | 10,83                                    |
| 2012 | 10,10                                    |
| 2013 | 9,06                                     |
| 2014 | 7,72                                     |
| 2015 | 6,13                                     |
| 2016 | 4,70                                     |
| 2017 | 3,32                                     |
| 2018 | 2,02                                     |
| 2019 | 0,53                                     |

## Kanäle und Datenübertragungsraten
Ein Basisanschluss bietet zwei Nutzkanäle (B-Kanäle, von engl. bearer) mit je 64 kbit/s und einen Signalisierungskanal (D-Kanal, von engl. data) mit 16 kbit/s. Die Netto-Datenübertragungsrate beträgt:
2 × 64 kbit/s + 16 kbit/s = 144 kbit/s.

## Teilabschnitte
Der Basisanschluss besteht aus zwei Teilabschnitten:
- der Teilnehmeranschlussleitung (TAL) zwischen der Ortsvermittlungsstelle (oder der abgesetzten peripheren Einheit) und dem NTBA (Netzabschluss) im Haus. Sie ist in der Regel eine UK0-Schnittstelle, besteht aus einer Kupfer-Doppelader und gehört dem Netzbetreiber (z. B. der Deutschen Telekom).
- der In-House-Verkabelung, die als Bus angelegt ist und die Endgeräte mit dem NTBA verbindet. Sie wird S0-Bus genannt und besteht aus zwei Doppeladern. Sie gehört dem Anschlussinhaber, der für ihre Funktion selbst verantwortlich ist.

## Betriebsarten

### Mehrgeräteanschluss
Der Mehrgeräteanschluss (point to multipoint) ist die in privaten Haushalten am weitesten verbreitete Betriebsart. An den S0-Bus können mehrere Endgeräte (TE) direkt angeschlossen werden, die (bis auf wenige Ausnahmen) von der Vermittlungsstelle dynamisch bis zu acht Terminal Endpoint Identifier (TEIs) aus dem Wertebereich 64 bis 127 zugewiesen bekommen. Dem Basisanschluss im Mehrgerätebetrieb sind in Deutschland bis zu zehn eigenständige Rufnummern (MSN) fest zugeordnet, üblicherweise drei.

### Anlagenanschluss
An den Anlagenanschluss (point to point) kann lediglich ein Gerät (üblicherweise eine Telefonanlage) angeschlossen werden. Das Endgerät wird an den S0-Bus angeschlossen und erhält den festgelegten TEI-Wert 0. Wegen der unterschiedlichen TEIs können in der Betriebsart Anlagenanschluss keine Geräte betrieben werden, die für die Betriebsart Mehrgeräteanschluss bestimmt sind. Beim Anlagenanschluss wird eine „Rumpfnummer“ vergeben, die der Teilnehmer um Durchwahlen aus einem vorgegebenen Bereich ergänzen kann. Es können auch mehrere Basisanschlüsse mit einer gemeinsamen Rumpfnummer betrieben werden. Dadurch steigt die Kapazität des gemeinsamen Anschlusses und zugleich ist eine effektivere Nutzung möglich, da jeder Basisanschluss jedes Gespräch übertragen kann.

### Mehrgeräte-Anlagenanschluss
Der Mehrgeräte-Anlagenanschluss war eine österreichische Sondervariante, die gegen Ende des ISDN-Zeitalters mangels Hardware mit österreichischer Firmware kaum noch angeboten wurde. Mit entsprechenden Telefonanlagen konnten mehrere Telefonnummern einem Basisanschluss zugeordnet werden (zum Beispiel Privat/Firma) und dennoch zu verschiedenen Mitarbeitern durchgewählt werden. Auch die Möglichkeiten der ersten beiden Varianten waren hier in Summe gegeben, zum Beispiel unterschiedliche Nacht- und Umleitungsschaltungen in Abhängigkeit von der Rufnummer. Der vorzeitige Wegfall dieser Variante wurde mit EU-Richtlinien zur Vereinheitlichung der Systeme begründet.